# Natasha Lee Suárez
Natasha Lee Suárez, coneguda com a Tasha Lee, (Malàisia, 13 de juliol de 1988) és una jugadora d'hoquei sobre patins asturiana.
De pare malai i mare asturiana, als set anys va traslladar-se a Gijón, on va iniciar-se a la pràctica de l'hoquei sobre patins. Va formar-se al Club Patín Gijón Solimar amb el qual va debutar esportivament i va guanyar dues Copa d'Europa (2007, 2009) i la primera OK Lliga (2009). Al final de la temporada 2008-09, va fitxar pel Club Patí Voltregà amb el qual va aconseguir gran part dels títols de l'entitat entre 2009 i 2018. Entre d'altres, destaquen quatres Copes d'Europa, cinc OK Lligues i quatre Copes de la Reina. També, va ser escollida millor jugadora de l'OK Lliga les temporades 2013-14 i 2014-15. L'estiu de 2019 va tornar al Club Patín Gijón Solimar i, en aquesta segona etapa, va guanyar la Copa de la Reina de 2020. La temporada 2022-23 va aconseguir totes les competicions disputades amb el club asturià, la Supercopa d'Espanya, la Copa de la Reina, l'OK Lliga i la Lliga europea. Internacional amb la selecció espanyola d'hoquei sobre patins entre 2003 i 2018, en categories inferiors va guanyar un Campionat d'Europa sub-19 l'any 2005. Amb l'absoluta va participar en vuit Campionats del Món i en set d'Europa, destacant la consecució de tres títols mundials (2008, 2016 i 2017) i cinc europeus (2009, 2011, 2013 i 2015). Es retirà esportivament el juny de 2023.
Pocs dies després del seu anunci, va ser designada nova entrenadora del Telecable Hockey Club per la temporada 2023-24. En el seu primer any, ha aconseguit una Supercopa d'Espanya i una Copa Intercontinental, la primera de l'entitat.
Entre altres reconeixements, va ser escollida Millor esportista asturiana l'any 2009.

## Palmarès

### Com a jugadora
Clubs
- 7 Copes d'Europa d'hoquei sobre patins femenina (2007, 2009, 2011, 2013, 2016, 2017, 2023)
- 7 Lligues espanyoles d'hoquei sobre patins femenina (2008-09, 2010-11, 2011-12, 2012-13, 2013-14, 2015-16, 2022-23)
- 5 Copes espanyoles d'hoquei sobre patins femenina (2011, 2014, 2017, 2019, 2023)
- 1 Supercopa espanyola d'hoquei sobre patins femenina (2022-23)
- 2 Lligues astur-gallegues d'hoquei sobre patins femenina (2002-03, 2003-04)
- 4 Lligues interautonòmiques espanyoles (2004-05, 2005-06, 2006-07, 2007-08)

Selecció espanyola
- 3 medalles d'or al Campionat del Món d'hoquei patins femení: 2008, 2016, 2017
- 2 medalles d'argent al Campionat del Món d'hoquei patins femení: 2006, 2012
- 2 medalles de bronze al Campionat del Món d'hoquei patins femení: 2004, 2010
- 5 medalles d'or al Campionat d'Europa d'hoquei patins femení: 2009, 2011, 2013, 2015, 2018
- 1 medalla d'argent al Campionat d'Europa d'hoquei patins femení: 2003
- 1 medalla de bronze al Campionat d'Europa d'hoquei patins femení: 2005

### Com a entrenadora
- 1 Copa Intercontinental d'hoquei sobre patins femenina (2023-24)
- 1 Supercopa espanyola d'hoquei sobre patins femenina (2023-24)